# Кырхкыз
Кырхкыз (азерб. Qırxqız) — горная вершина и одноимённый горный хребет, расположенные в северной части Карабахского хребта на Малом Кавказе, на территории Агдеринского, Лачинского и Ходжалинского районов Азербайджана. Высота вершины Кырхкыз — 2679,3 м. С 1993 по ноябрь 2020 года гора и хребет находились на территории, которую контролировала непризнанная НКР. С ноября 2020 года по август 2022 года были расположены на линии соприкосновения Вооружённых сил Азербайджана и армянских сил в зоне ответственности российских миротворцев в Нагорном Карабахе.

## Этимология и топонимика
В прошлом хребет носил также название Кызкала. Слово «Кырхкыз» переводится с азербайджанского как «сорок девушек» и образовалось от слов «кырх» (азерб. qırx — «сорок») и «кыз» (азерб. qız — «девушка»). На одной из вершин хребта Кырхкыз имеются развалины древней крепости Кызкала. По народной легенде, эта крепость была построена для сорока девушек, в связи с чем гора и хребет получили название «Кырхкыз».

## География и геология
Хребет Кырхкыз расположен на северной части Карабахского хребта и протягивается с северо-запада на юго-восток приблизительно на 10 км.
Кырхкыз высотой 2679,3 м является одной из вершин одноимённого хребта и расположен в центральной её части. Помимо неё на хребте имеются вершины Аллакая, а также безымянные вершины высотой 2528,6 м, 2409 м на северной части и безымянные вершины высотой 2645,4 м, 2832,3 м, 2823,2 м на южной части. Наивысшей же точкой хребта Кырхкыз является гора Кызкала высотой 2847 м.. Кырхкыз с максимальной высотой 9328 футов (2843 м) немецкий геолог Герман Абих называл «главной возвышенностью центрального Шушинского хребта».
Вдоль юго-западного склона хребта расположено урочище Кызылкая и протекают река Пичаничай и её левый приток Нагдалычай. На последней в 4 км к западу от вершины Кырхкыз расположено село Нагдалы.
По юго-западным склонам хребта Кырхкыз широко развиты туронские туфо-сланцевые образования, прерываемые иногда пироксеновыми порфиритами, нередко обломочными.

## Геополитическое положение
В прошлом на склонах горного хребта были расположены яйлаги скотоводческих племён.
В советские годы гора Кырхкыз была расположена на границе Лачинского района и Нагорно-Карабахской автономной области Азербайджанской ССР. После первой Первой карабахской войны гора оказалась под контролем сил непризнанной НКР. После того, как Лачинский район по итогам Второй карабахской войны был возвращён Азербайджану 1 декабря 2020 года, гора Кырхкыз оказалась на линии соприкосновения Вооружённых сил Азербайджана и армянских сил, между Лачинским районом и зоной ответственности миротворческого контингента Российской Федерации.
В августе 2022 года в Нагорном Карабахе начались столкновения с применением стрелкового оружия, миномётов и БПЛА. Вечером 3 августа в Министерстве обороны Азербайджана сообщили, что «незаконные армянские вооружённые формирования», расположенные на территории временного дислоцирования миротворческого контингента Российской Федерации, предприняли попытку захватить высоту Кырхкыз, но в результате проведённой операции «Возмездие» высота Кырхкыз и ряд других важных господствующих высот вдоль Карабахского хребта были взяты под контроль подразделениями азербайджанской армии.